# Karasin (obwód rówieński)
Karasin (ukr. Карасин, Karasyn) – wieś na Ukrainie, w obwodzie rówieńskim, w rejonie sarneńskim, w hromadzie Klesów. W 2021 liczyła 678 mieszkańców.
W okresie międzywojennym wieś znajdowała się w granicach II RP, wchodząc w skład gminy Lubikowicze w powiecie sarneńskim, w województwie wołyńskim.
W czasie okupacji niemieckiej mieszkający we wsi członkowie ukraińskich rodzin Tyszkoweciów (Semen, Zinajida, Pyłyp, Andrij, Maksym, Ustyna i Hanna) i Kuriszków (Iwan, Ulita) udzielali pomocy żydowskiej rodzinie Bodniuków-Kratzmanów oraz Naftalemu Perelmuterowi, ukrywając ich oraz zapewniając im produkty pierwszej potrzeby, za co w 2005 roku Instytut Jad Waszem nagrodził ich tytułami Sprawiedliwych wśród Narodów Świata. W 1944 roku ukraińscy nacjonaliści zamordowali Iwana Kuriszkę a w 1946 roku Ustynę Tyszkoweć.